# Reino Kangasmäki
Reino Kangasmäki   (Kokkola, 2 de juliol de 1916 - Vaasa, 26 de setembre de 2010) fou un periodista i lluitador finlandès, especialista en lluita grecoromana, que va competir durant la dècada de 1940.
El 1948 va prendre part en els Jocs Olímpics d'Estiu de Londres, on guanyà la medalla de bronze en la categoria del pes mosca del programa de lluita grecoromana. Aquest fou l'únic gran torneig internacional que disputà. A nivell nacional destaca una la tercera posició el 1943 i la segona el 1947.
Kangasmäki va néixer en una família llenyataire. Va començar a entrenar-se en lluita lliure cap al 1935 i es va retirar el 1951. El 1953 va començar com a periodista al diari Kansan Ääni, del qual acabà sent el redactor en cap.